# Антич, Себастьян
Себастьян Антич (хорв. Sebastijan Antić; род. 5 ноября 1991, Риека) — хорватский футболист, защитник.

## Карьера
В начале карьеры играл в низших лигах Хорватии за «Поморац» и «Крк».
В 2014 году подписал контракт с клубом «Заврч», за который провел 44 матча в чемпионате Словении.
В 2017 году перешёл в иракский клуб «Аль-Кува», с которым дважды становился победителем Кубка АФК.

## Достижения
«Аль-Кува»
- Победитель Кубка АФК (2): 2017, 2018